# Chorivalva
Chorivalva là một chi thuộc lớp Gelechiidae.

## Các loài
- Chorivalva bisaccula Omelko, 1988
- Chorivalva grandialata Omelko, 1988
- Chorivalva unisaccula Omelko, 1988